# Angela Deuber

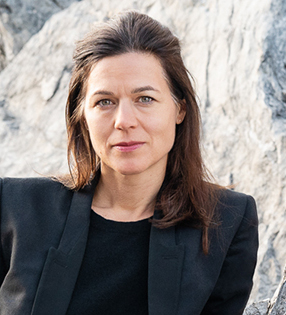
Angela Deuber 2019

Angela Deuber (* 1975 in Bad Kissingen) ist eine Schweizer Architektin. Sie gewann 2015 den arcVision Prize und 2017 den Architekturpreis Beton.
Die Architektur von ADA wird beschrieben als eine, die sich durch stringent angewandte Regeln auszeichnet und in klare Strukturen überführt wird, wobei gleichzeitig die Schönheit von bewusst gewählten Elementen und von der Natur hervorgehoben wird.

## Werdegang
Angela Deuber studierte von 1997 bis 2002 Architektur an der ETH Zürich. Während ihres Studiums arbeitete sie bei Kazuyo Sejima und Hans Kollhoff.
Nach ihrem Abschluss an der ETH Zürich gründete sie 2006 ihr Architekturbüro Angela Deuber Architects (ADA).
2017 stellte Deuber auf der 2. Chicago Architecture Biennial ein fragmentarisches Modell des großen Hypostyls von Karnak aus. Das Modell ist massiv und stellt den Raum zwischen vier Säulen dar, der mit einem Teil des Himmels verbunden ist.
Im Jahr 2018 wurde Deuber von Yvonne Farrell und Shelley McNamara eingeladen, ihre Arbeiten auf der 16. Architektur-Biennale Venedig mit dem Titel Freespace auszustellen. In Deubers Ausstellung mit acht Projekten zeigte sie, wie physische Präsenz und räumliche Unendlichkeit in Architektur übersetzt werden. Sie präsentierte diese Projekte in Form von Analytiques – palimpsestartigen Zeichnungen, bei denen unterschiedliche Maßstäbe der Architekturzeichnung zusammengeführt und überlagert werden.
Im Jahr 2019 gewann Deuber einen Wettbewerb für ein neues Hochhaus in Baden, Schweiz. Der Name des Projekts lautet Buds und bezieht sich auf die Verbindung zur Natur, wobei die Formen seiner Säulen von blühenden Blumen inspiriert sind.

## Akademia
Deuber lehrte an der ETH Zürich bei Annette Spiro und Christian Kerez, der Universität Luzern, der Porto Academy, der Accademia di Architettura di Mendrisio und an der Architektur- und Designhochschule Oslo.

## Bauwerke

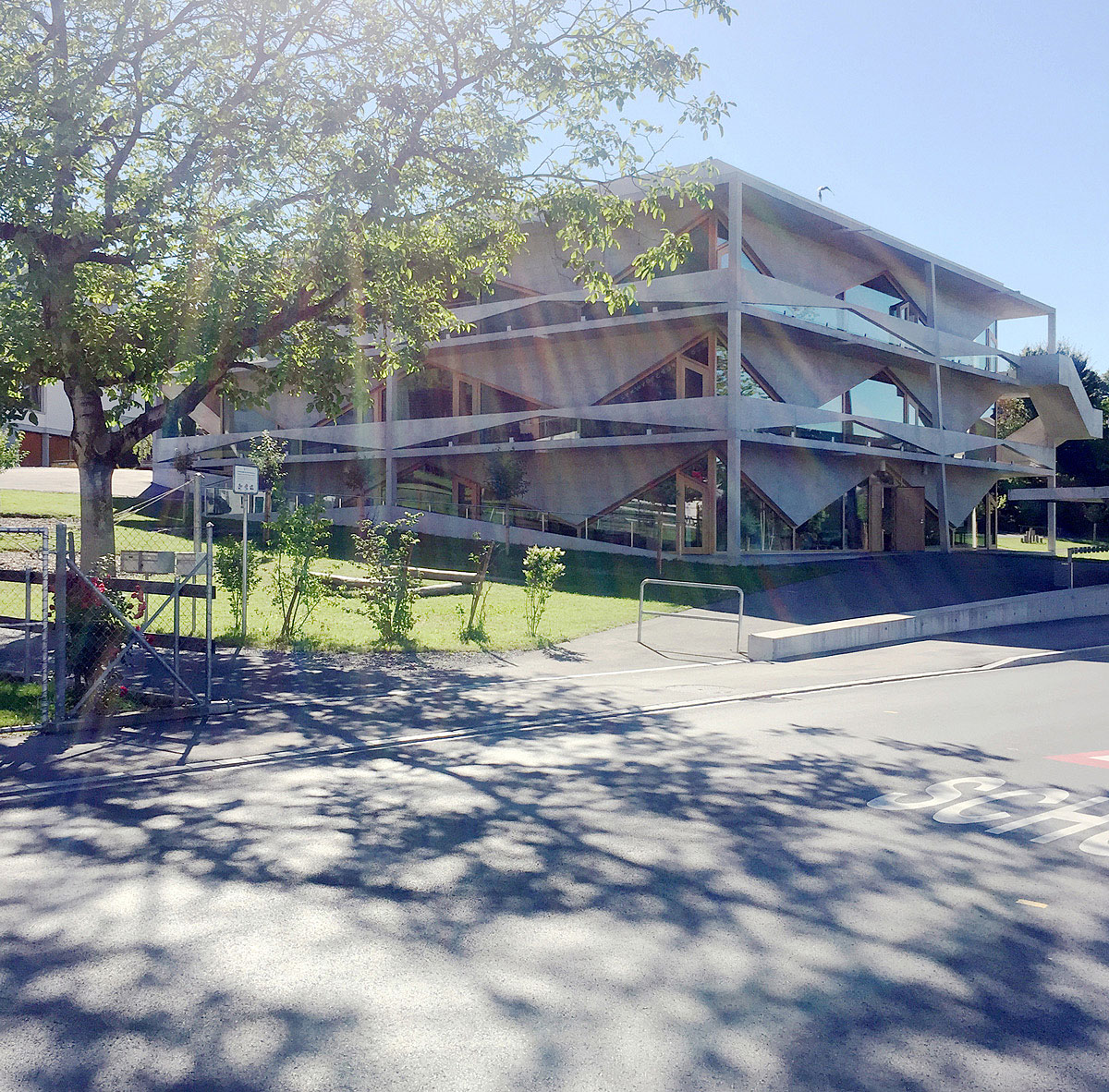
Schulhaus Thal

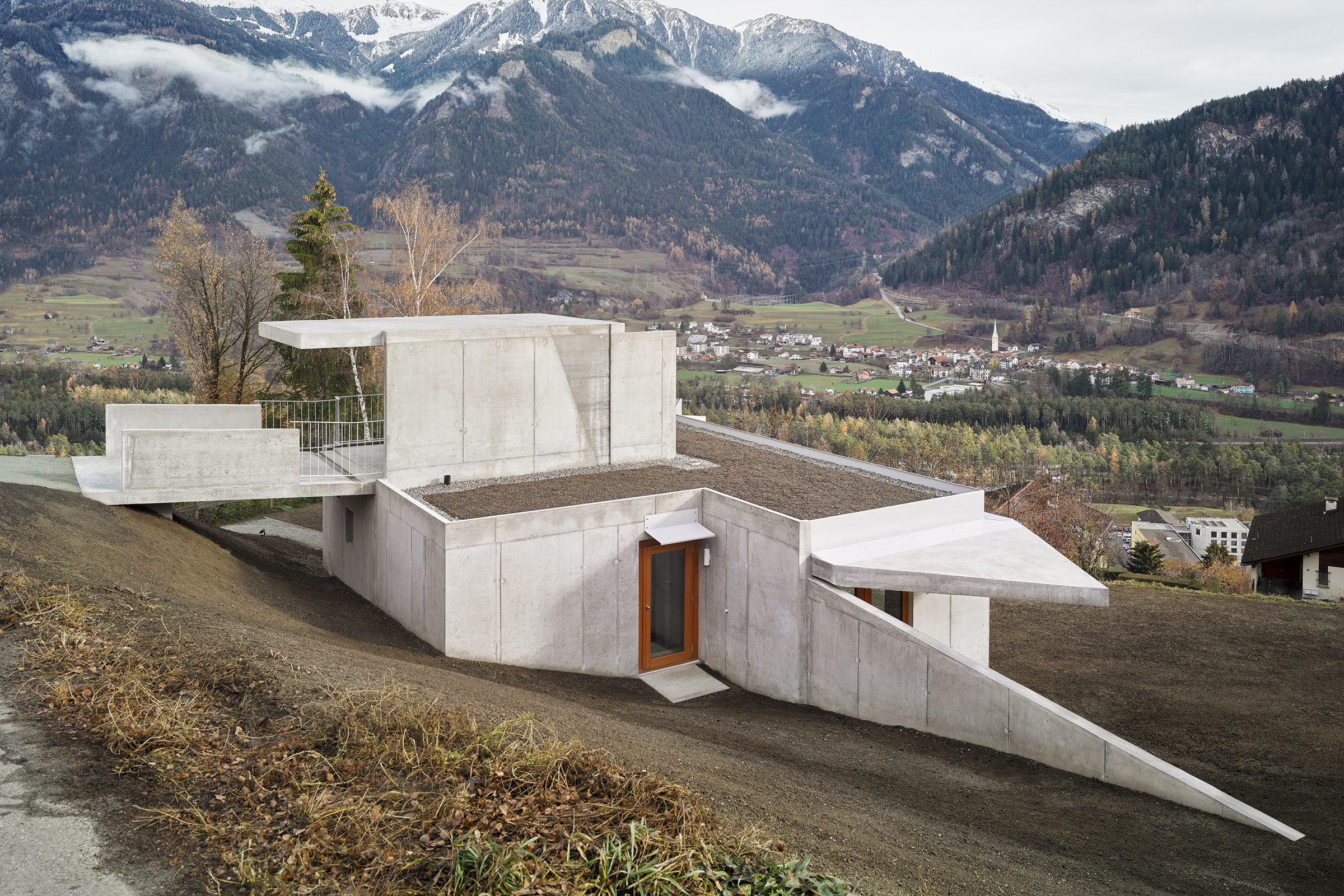
Wohnhaus, Thusis

- 2009–2012: Snow – Umbau eines spätmittelalterlichen Wohnhauses, Stuls mit Rudolf Fontana[11][12]
- 2009–2013: Columns – Schulhaus Thal mit Landschaftsarchitekt Maurus Schifferli[13][14][15][16][17][18]
- 2016–2019: Mountain – Wohnhaus, Thusis[19]
- 2020: Falling Blue – Umbau eines Altstadthauses von 1530 in ein Büro, Zürich
- 2021: Praise – Umbau eines Altstadthauses von 1530 in ein Atelier, Zürich

## Auszeichnungen und Preise
- 2015: arcVision Prize für herausragende Leistungen und soziale Verantwortung in der Architektur[20]
- 2017: Architekturpreis Beton für Schulhaus Buechen, Staad[21]
- 2020: Nominierung – Swiss Architectural Award

## Ausstellungen
- 2014: Young Swiss Public. London Metropolitan University.[22]
- 2015: Island: Eight Houses for the Isle of Harris. The Lighthouse Glasgow. Mit Arbeiten von Raphael Zuber, Pascal Flammer, Angela Deuber, Johannes Norlander, Christ & Gantenbein, Neil Gillespie und Raumbureau. Kuratiert von Samuel Penn und Penny Lewis.[23]
- 2016: Schweizweit. Schweizerisches Architekturmuseum[24]
- 2017: Make New History. Chicago Architecture Biennial[25]
- 2018: 8 Works. Architekturbiennale Venedig[26]
- 2018: 44 Low-Resolution Houses. Princeton University[27]

## Ehemalige Mitarbeiter
- 2012–14: Camilla Pisani

## Akademische Mitarbeiter
- Alberto Rossi

## Publikationen
- Architektur Forum Thun. Architekten U40. Stämpfli Verlag 2017. ISBN 978-3-7272-7925-6.
- Betonsuisse Marketing AG. Beton 17. Architekturpreis / Prix d’architecture / Architecture Prize. gta Verlag 2017.  (Mit Texte von Christoph Wieser und einem Beitrag von Mike Guyer.)
- Angela Deuber. 8 Works. Selbstverlag 2018.
- a+u. Re: Swiss – Emerging Architects Under 45 in Switzerland. 2019:01.
- Penn, Samuel. Accounts. Pelinu Books 2019. ISBN 978-973-0-29787-4.  (Mit Beiträgen von Raphael Zuber, Beat Consoni, Andrea Deplazes, Angela Deuber, Pascal Flammer, Peter Märkli, Marcel Meili, Álvaro Siza, Luigi Snozzi und Laurent Stalder.)
- Angela Deuber Atelier (Hrsg.): Leaves. Jungle Books 2023. ISBN 978-3-9525726-5-8.[28]